# Joint Vision 2020
Joint Vision 2020 (engl. sinngemäß „Perspektive für die streitkräfteübergreifende Operationsführung im Jahre 2020“) ist ein Strategiepapier, welches das Verteidigungsministerium der USA am 30. Mai 2000 veröffentlichte und das Überlegungen zu einer „Überlegenheit auf breiter Front“ (englischer Originalausdruck: Full-spectrum dominance) der US-amerikanischen Streitkräfte enthielt, damit diese auch im Jahre 2020 Bedrohungen auf dem gesamten Erdball begegnen könnten. Dabei spielt die Fähigkeit zu einem Global Strike (etwa: weltweiter Schlag) eine zentrale Rolle.
Gegenüber seinem Vorgänger  Joint Vision 2010 lockerte Joint Vision 2020 das Zeitlimit, ordnete Prioritäten neu und erweiterte die Full-spectrum dominance auf asymmetrisch vorgehende Gegner. Auch die Lektionen der jüngsten Militäreinsätze, vor allem die Informationsgewinnung und eine ungebremste Zusammenarbeit aller beteiligten Behörden und Nationen, flossen in Joint Vision 2020 ein. Ebenfalls zu diesen Lektionen wurde gezählt, dass die Streitkräfte in Zukunft alle Arten von Einsätzen beherrschen müssten, allerdings hat der Kampfeinsatz absoluten Vorrang. Der ausgedehnte Informationsfluss soll die Wahlmöglichkeiten der Entscheidungsträger ausdehnen und Verbände jeglicher Größe über das Geschehen auf dem Laufenden halten.
Seit der Veröffentlichung sind diese Leitlinien Stück für Stück als Teil der allgemeinen Militärdoktrin umgesetzt worden. Das Ergebnis dieses Prozesses ist Network-Centric Warfare, eine vollständig vernetzte Operationsführung. Während die großen Strukturmaßnahmen wie die Transformation der United States Army, bis 2008 abgeschlossen sein sollen, dauert die Beschaffung der zur Umsetzung der Strategie notwendigen Ausrüstung, beispielsweise die Future Combat Systems inklusive des Infanteristenmoduls Future Force Warrior, noch mindestens bis 2020.
Mit der Umsetzung ist ein eigenes Kommando der Streitkräfte betraut, das Joint Forces Command.